# Amanda Shires
Amanda Shires (Lubbock, 5 maart 1982) is een Amerikaanse violist, zangeres en singer-songwriter. Zij is bekend als initiatiefneemster van de country supergroep The Highwomen, speelde mee op de meeste albums van Jason Isbell and the 400 Unit, bracht 8 soloalbums uit en werkte o.a. mee aan het album Loving You van Bobby Nelson. 

## Biografie
Shires werd geboren in het Texaanse Lubbock. Na de scheiding van haar ouders verdeelde Shires haar jeugd tussen Lubbock en het 400 kilometer oostelijker, ook in Texas, gelegen Mineral Wells, waar haar vader een groothandel bezat. Op 10-jarige leeftijd kocht haar vader voor haar in een pandjeshuis een goedkope Chinese viool. Toen zij twaalf jaar was begin ze in Lubbock met fiddlelessen van Lanny Fiel en later van Frankie McCourter van de Texas Playboys, met wie ze in haar jeugd optrad.

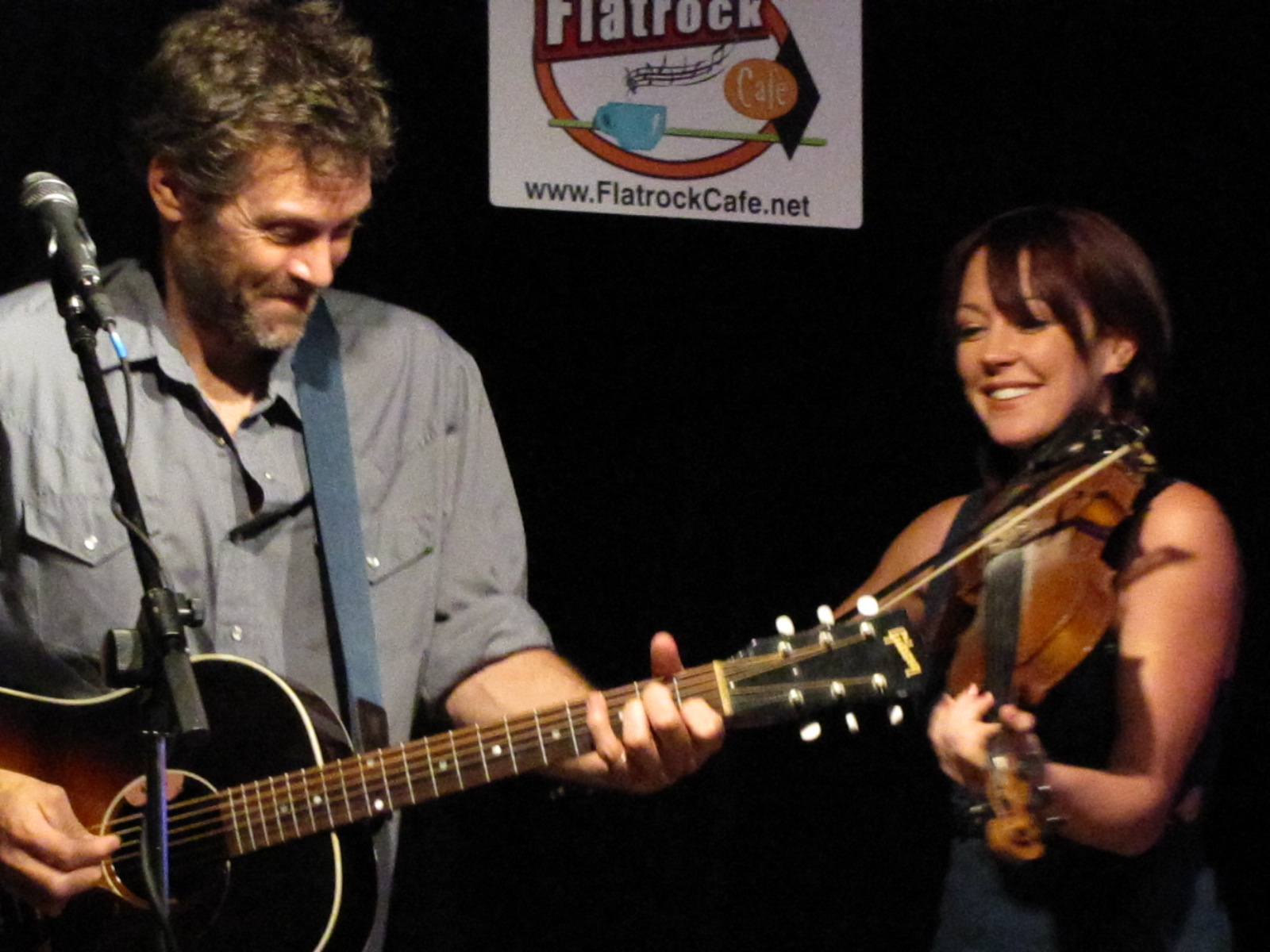
Amanda Shires met Rod Picott in het Flatrock Café Nashville

In 2005 bracht zij haar debuutalbum uit, met voornamelijk instrumentals. In 2006 verhuisde zij naar Nashville (Tennessee), waar zij singer-songwriter Rod Picott ontmoette. Zij toerden samen door de Verenigde Staten en Europa, en brachten in 2008 het album Sew Your Heart With Wires uit. Op Picotts album Welding Burns uit 2011 werkte zij nog steeds mee, maar in 2009 bracht Shires haar tweede solo-album West Cross Timbers uit, in 2011 gevolgd door Carrying Lightning. Beide albums werden in eigen beheer vervaardigd. In dat jaar volgde Shires een cursus songwriting aan de Sewanee Universiteit, waar zij een masterdiploma behaalde.
In 2013 bracht Shires op het "Lightning Rod"-label het album Down Fell The Doves uit. Meespelende musici waren Jason Isbell
en leden van zijn groep "The 400 Unit". In 2016 produceerde Dave Cobb haar album My Piece Of Land en in 2018 To The Sunset. In dat jaar kwam Shires op het idee om een beweging te starten om meer vrouwelijke country-artiesten op radio en festivals te krijgen. Met Dave Cobb begonnen Shires, Brandi Carlile en Maren Morris in het voorjaar van 2019 in Cobbs studio aan de opnames van wat later het album en supergroep The Highwomen zou worden.
In 2022 namen Shires en de toen 91-jarige Bobbie Nelson een album met country-klassiekers op. Het album Loving You verscheen pas een jaar na het overlijden van Nelson.